# Al-Maqqarí
Al-Maqqarí, de nom complet Xihab-ad-Din Abu-l-Abbàs Àhmad ibn Muhàmmad ibn Àhmad ibn Yahya al-Khuraixí va ésser un historiador àrab nascut a Tlemcen cap al 1577 i mort al Caire el 1632.
El 1600 va anar al Marroc on va trobar a diversos savis i fou deixeble d'Ahmad Baba. Anys després fou imam i mufti a Fes on va escriure l'Azhar al-riyad, una monografia del cadi Iyad (1083-1149). El 1617 o 1618 va abandonar Fes i va fer el pelegrinatge i el 1618 era al Caire on es va casar. El 1629 va visitar Jerusalem, visita que va repetir algunes vegades, retornant després al Caire. Va estar a la Meca, Medina i Damasc. Va retornar finalment al Caire on va caure malalt i va morir.
La seva documentació sobre l'Àndalus la va recollir a Marraqueix a la biblioteca dels sultans sadites (avui dia en gran part al Monestir de l'Escorial) però l'obra mestre sobre el tema la va escriure al Caire el 1629. El títol és Nafh al-tib min ghusn al-Andalus al-ratib wa-dhikr waziriha Lisan al-Din ibn al-Khatib (abreujadament Nafh al-tib) compilació geogràfica, històrica, arquitectònica, biogràfica, literària i poètica sobre l'Àndalus.
Va escriure altres obres, algunes de les quals es conserven.